# Gustav Bertog
Gustav Bertog (* 24. September 1825 in Halberstadt; † 18. Juni 1888) war ein deutscher Guts- und Fabrikbesitzer und Parlamentarier.

## Leben
Gustav Bertog studierte Rechtswissenschaften an der Universität Halle. 1845 wurde er Mitglied des Corps Guestphalia Halle. Er beteiligte sich an der Deutschen Revolution 1848/49 und musste deshalb eine mehrjährige Festungshaft verbüßen. Anschließend ließ er sich als Kaufmann, Fabrikbesitzer und Gutsbesitzer in Halberstadt nieder.
Er heiratete am 24. November 1853 die Amalie Friederike Emilie Gehrmann (* 18. November 1831 in Erxleben; † 29. August 1899), Tochter des Königl. Soll-Erhebers Ludwig Samuel Gehrmann in Erxleben.
Bertog war seit 1859 Stadtverordneter in Halberstadt. Über viele Jahre war er Vorsteher der Stadtverordnetenversammlung. Von 1870 bis 1879 saß er drei Legislaturperioden für den Wahlkreis Magdeburg 8 (Oschersleben, Halberstadt, Wernigerode) im Preußischen Abgeordnetenhaus. Er gehörte der Fraktion der Nationalliberalen Partei an.